# Živanice
Živanice jsou obec v okrese Pardubice v Pardubickém kraji. Leží tři kilometry jihozápadně od Lázní Bohdaneč a deset kilometrů severozápadně od Pardubic. Žije zde přibližně 1 000 obyvatel. Obec je součástí regionálního svazku obcí Bohdanečsko.

## Název
Podle profesora Františka Trávníčka pochází název obce pravděpodobně ze starého osobního jména Živaň, utvořeného z kořene Živ.

## Historie
První písemná zmínka o Živanicích pochází z roku 1226, kdy se o nich zmiňuje list kláštera Doksanského; je však pravděpodobné, že Živanice byly založeny v roce 1145.
V roce 1588 žilo v Živanicích 25 lidí. Přitom k nim náležely i Přelovice, Bukovka, Habřínka, Bělá, Vyšehněvice a Neratov. V roce 1620 je v Živanicích doložen vodní mlýn. V létě 1645 se v Živanicích rozložila velká švédská posádka. Švédská vojska však pustošila obec již dříve během třicetileté války. V roce 1775 se místní občan Chvojka zúčastnil vzpoury sedláků v Chlumci. Byl za to odsouzen na osm let žaláře.
V roce 1792 vznikl v obci požár, při němž shořelo 9 domů i staré obecní zápisy. V říjnu 1866 podle obecních zápisů projížděl Živanicemi císař František Josef I. V září 1922 zažila obec velkou slávu, když se zde zastavil prezident T. G. Masaryk.
V roce 1909 zde byla založena dnes již neexistující továrna na pískové cihly, kde se denně vyrábělo až 15 000 cihel.

## Současnost
V obci je aktivní Sbor dobrovolných hasičů, který pořádá i májové zábavy, pálení čarodějnic, vinobraní a různé taneční zábavy. Je zde také spolek Sokol Živanice, k němuž náleží i fotbalový klub, který v současnosti hraje třetí nejvyšší soutěž (ČFL).

## Obyvatelstvo
| Rok            | 1869  | 1880  | 1890  | 1900  | 1910  | 1921 | 1930 | 1950 | 1961 | 1970 | 1980 | 1991 | 2001 | 2011 | 2021 |
| -------------- | ----- | ----- | ----- | ----- | ----- | ---- | ---- | ---- | ---- | ---- | ---- | ---- | ---- | ---- | ---- |
| Počet obyvatel | 1 029 | 1 075 | 1 038 | 1 061 | 1 059 | 969  | 973  | 830  | 937  | 883  | 872  | 788  | 828  | 901  | 945  |
| Počet domů     | 135   | 145   | 151   | 156   | 164   | 174  | 192  | 210  | 192  | 218  | 233  | 269  | 267  | 302  | 331  |

## Obecní správa

### Části obce
- Dědek
- Nerad
- Živanice

### Obecní symboly
Znak a vlajka byly obci uděleny rozhodnutím předsedy Poslanecké sněmovny Parlamentu České republiky dne 11. května 2006.

## Doprava
Živanice leží při silnici II. třídy 333 z Přelouče do Lázní Bohdaneč (historicky starší zástavba leží těsně na jih od této silnice). Podle obecní kroniky byla tato silnice dokončena v roce 1836 tehdy jako silnice z Kutné Hory do Hradce Králové.
Od 1. září 2011 do Živanic jezdí linka č. 18 MHD Pardubice (tři spoje denně). Dne 4. března 2012 byl přidán další odpolední spoj.
Aktuálně jezdí do Živanic 5 spojů denně.

## Školství
Mateřská škola
- Školku v Živanicích navštěvují děti ze Živanic, Dědka, Neradu, ale také další okolních vesnic. Dětem, které tuto mateřskou školu navštěvují, je 3–7 let. Děti se dělí do tří skupin podle věku v nichž se zabývají výtvarnou, pracovní, pohybovou, dramatickou, hudební, literární, jazykovou, ale také rozvíjením poznání s matematickými představami i přípravou dětí na školu. Školku navštěvuje 45 dětí.[9]

Ředitelem MŠ i ZŠ je Mgr. Luboš Jirák.

## Pamětihodnosti
- Pískovcový kříž před budovou Základní školy na návsi obce
- Kostel Zvěstování Panny Marie
- Naproti kostelu je dochována selská brána z 19. století

## Další fotografie

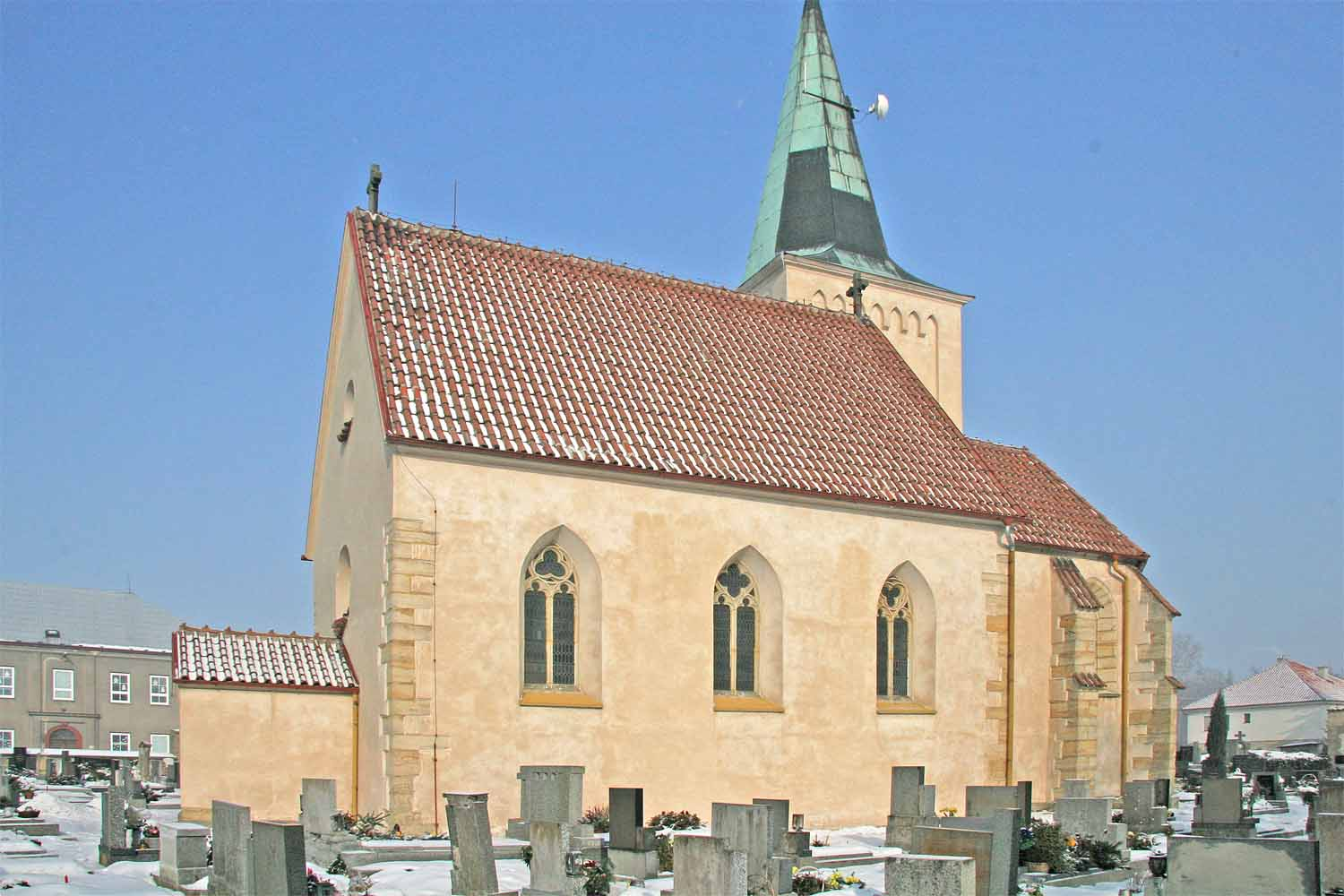
Kostel Zvěstování Panny Marie
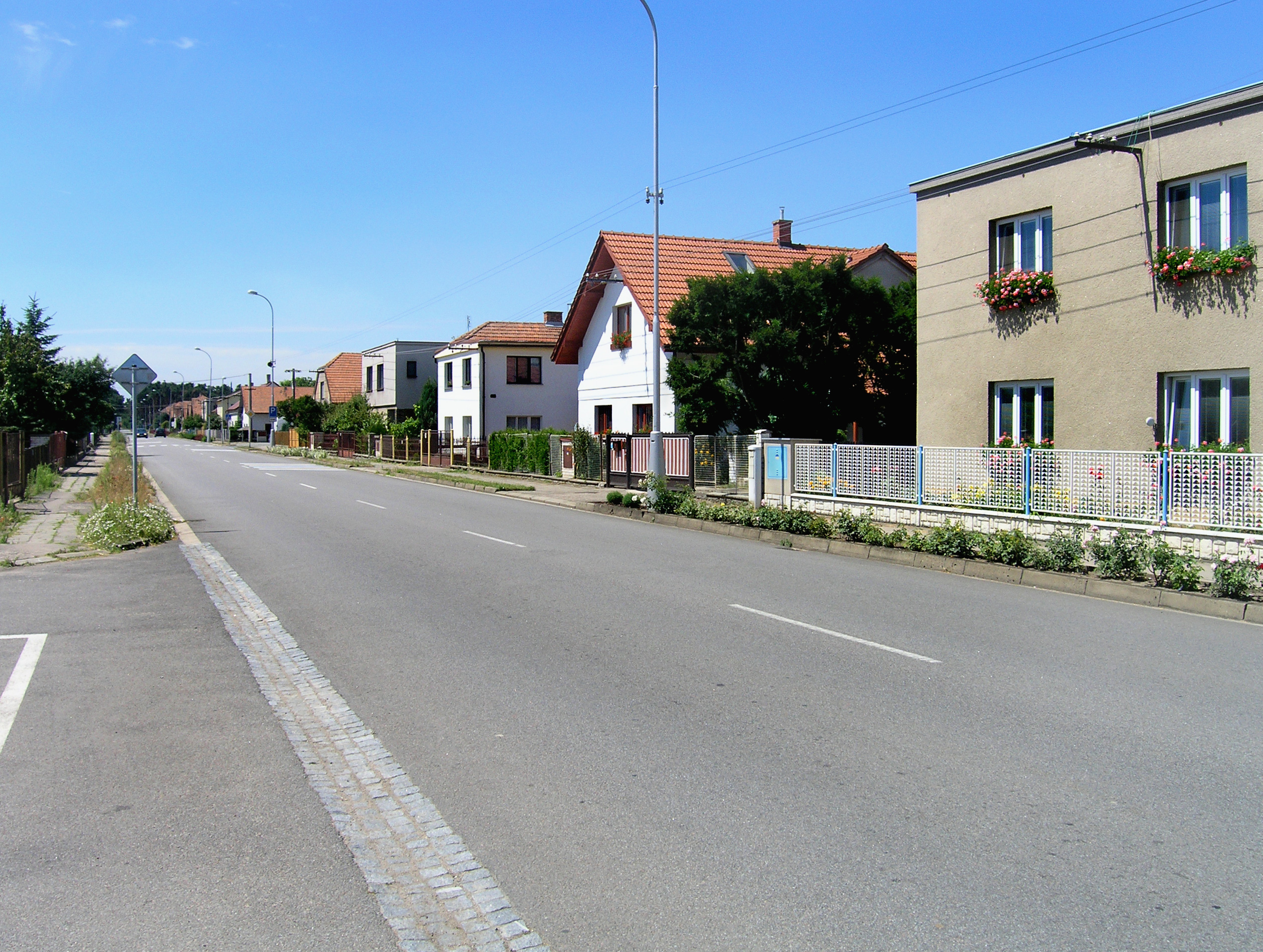
Domy při hlavní silnici
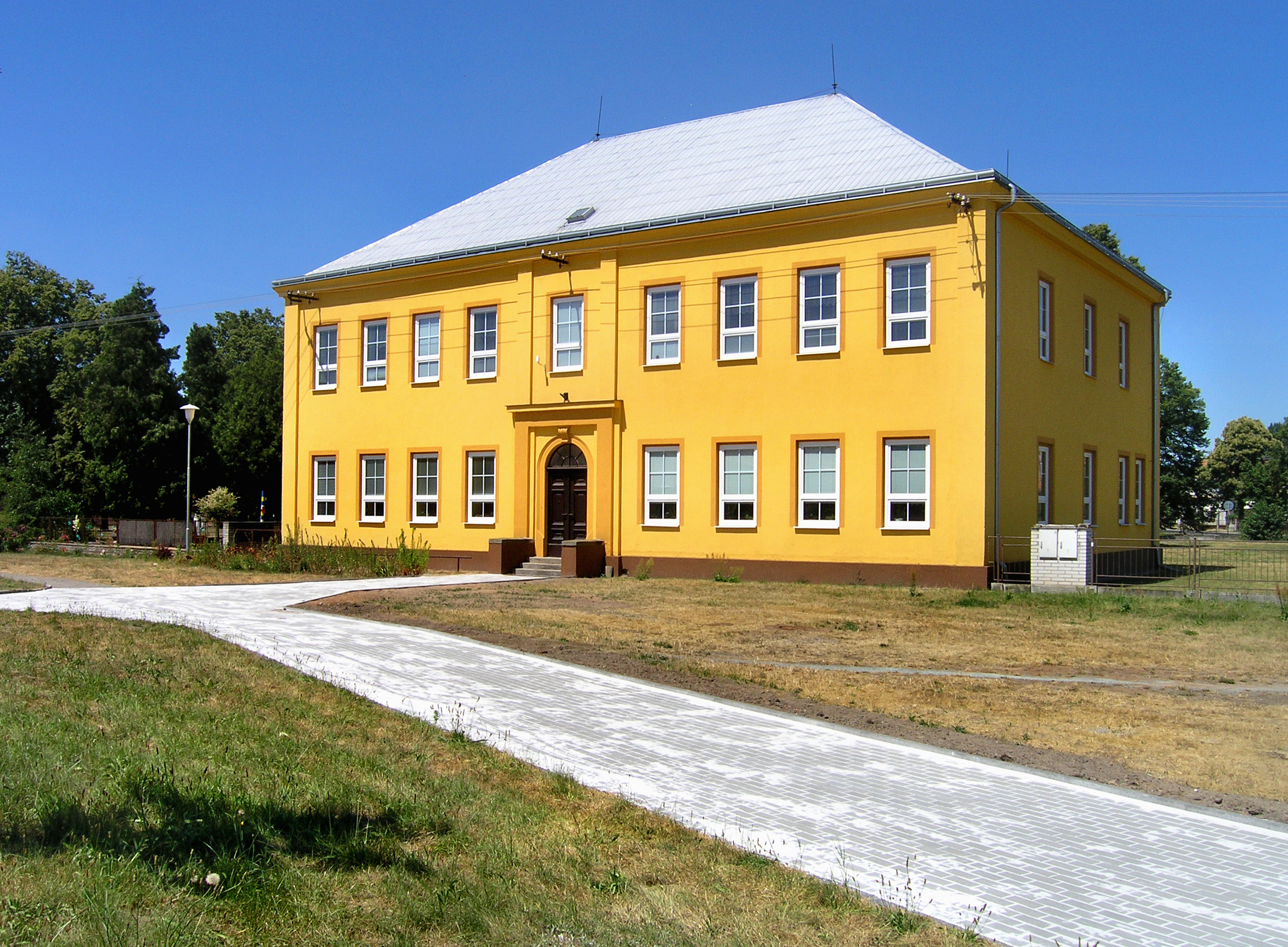
Základní škola a školka
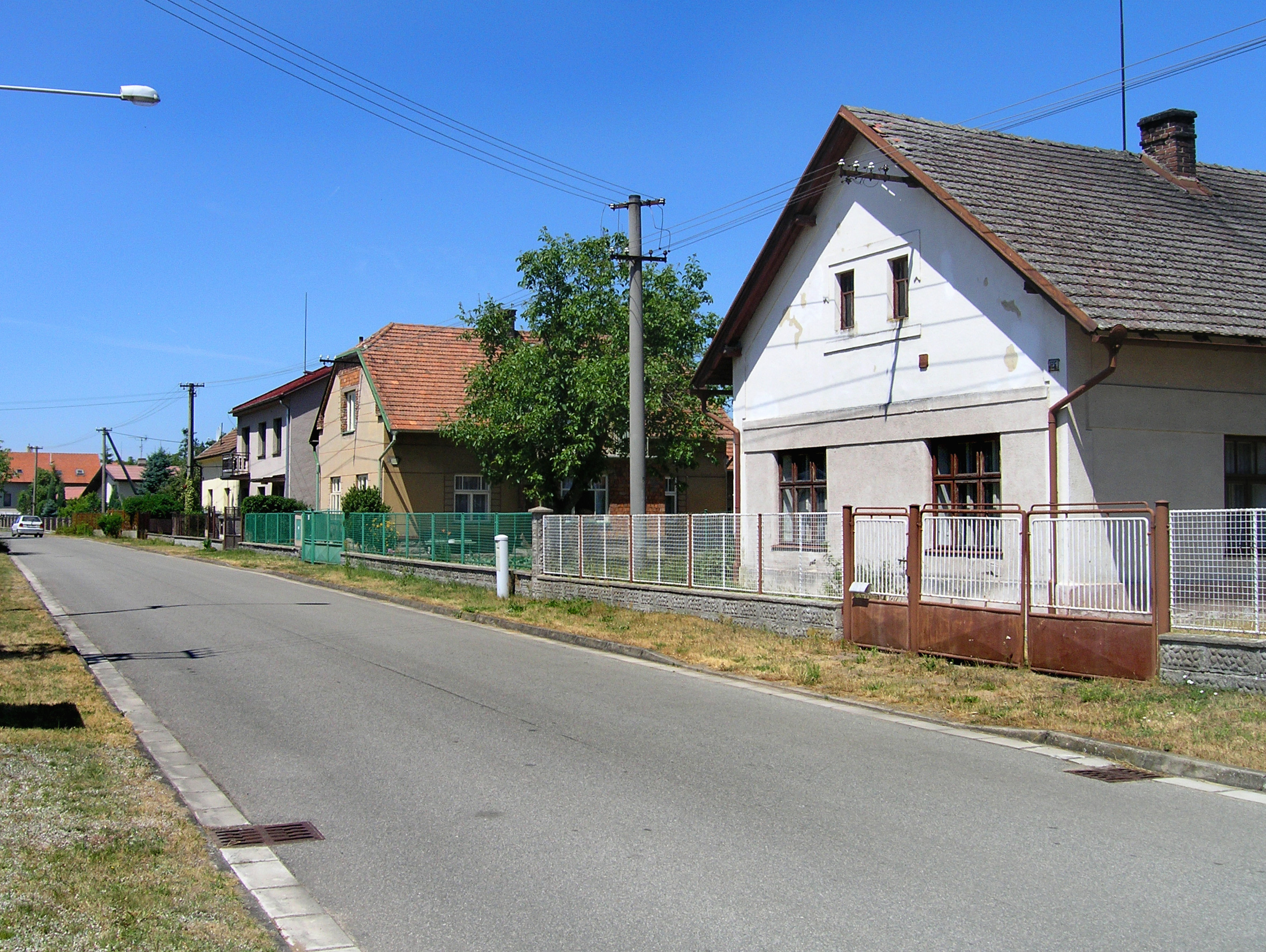
Domky na západě Živanic